# Шоу, Генри (филантроп)
Генри Шоу (англ. Henry Shaw; 1800—1889) — американский ботаник-любитель и филантроп, известен как основатель Ботанического сада Миссури.

## Биография
Родился 24 июля 1800 года в Шеффилде, Англия, где у его отца — Джозефа Шоу (англ. Joseph Shaw) — была собственная фирма металлических изделий. Генри был старшим из четырех детей в семье, у него было две сестры — Сара и Каролина, и брат, который умер в младенчестве.
Шоу получил начальное образование в деревне Thone, что была рядом с его домом в Шеффилде. После того, как ему исполнилось десять
лет, он продолжил образование в школе-интернате Mill Hill School недалеко от Лондона, где оставался примерно шесть лет, вернувшись в 1817 году в Шеффилд. В Mill Hill School он получил хорошее образование, изучал там классиков, латынь, греческий и французский языки. Здесь же изучал математику и естественные науки, что весьма пригодилось в жизни в США.
По возвращении в Шеффилд, Генри начал помогать отцу в бизнесе. В поисках новых рынков сбыта его отец обратил внимание на развивающиеся рынки Северной и Южной Америки. В 1818 году Генри сопровождал своего отца во время первой поездки через Атлантический океан, где они создавали свой бизнес в Квебеке, Канада. Отца поразила хватка сына и в следующем году он был отправлен в Новый Орлеан самостоятельно, невзирая на молодой возраст. В это время Новый Орлеан стал воротами в огромные внутренние рынки Америки, когда по Миссисипи стали ходить первые пароходы. В 1819 году он начал собственный бизнес в Сент-Луисе, оставаясь в нем в течение двадцати лет. К 1840 году Генри Шоу был одним из крупных землевладельцев в городе и отошел от дел, что дало ему свободу путешествовать и интересоваться ботаникой.
Много путешествуя, он вернулся в Сент-Луис в 1851 году. Здесь по его просьбе архитектор George Ingham Barnett спроектировал и построил специальный дом-башню, где работал Шоу. Вокруг неё начал развиваться сад, который превратился к 1859 году в ботанический сад и был открыт для широкой публики. В настоящее время его площадь составляет 32 гектара и он известен как крупный международный исследовательский и образовательный ботанический центр.
Умер Генри Шоу 25 августа 1889 года в Сент-Луисе, штат Миссури, и был похоронен в мавзолее в окружении деревьев на территории основанного им сада. Автором мавзолея был тоже George Ingham Barnett.
Шоу был введен в Сент-Луисскую «Аллею славы».

## Фотогалерея
- Дом на территории сада
- Лабиринт из кустарника в саду
- Мавзолей в саду